# Karen Couéry
Karen Couéry est une joueuse internationale de rink hockey née le 26 mai 1978.

## Biographie
De 1999 à 2002, elle participe à différents championnats du monde et d'Europe. 
En 2002, elle enseigne le sport dans la région parisienne. Elle pratique également le badminton et l'athlétisme avec le lancer de javelot. 

## Palmarès
- 5e championnat du monde (2002)
- 8e championnat d'Europe (1999)